# Macteola interrupta
Macteola interrupta är en snäckart som först beskrevs av Reeve 1846.  Macteola interrupta ingår i släktet Macteola och familjen kägelsnäckor. Inga underarter finns listade i Catalogue of Life.